# باول شوارتز
باول شوارتز (بالإنجليزية: Paul Schwartz)‏ هو عازف بيانو وموسيقي أمريكي، ولد في 1956 في نيويورك في الولايات المتحدة.

## وصلات خارجية
- باول شوارتز على موقع ميوزك برينز (الإنجليزية)
- باول شوارتز على موقع أول ميوزيك (الإنجليزية)
- باول شوارتز على موقع ديسكوغز (الإنجليزية)